# Мария Комнина (дъщеря на Исак Комнин)
Мария Комнина (на гръцки: Μαρία Κομνηνή, родена ок. 1080) е византийска принцеса от края на XI век, племенница на император Алексий I Комнин.
Родена е около 1080 г. и е втора дъщеря на севастократор Исак Комнин и съпругата му Ирина Аланска. Баща ѝ Исак е по-голям брат на император Алексий I Комнин, а майка ѝ е аланска принцеса и първа братовчедка на императрица Мария Аланска. Рожденото име на Мария не се споменава в изворите, а е възприето от някои изследователи въз основа на традицията в рода на Комнините вторите дъщери да се кръщават с това име.
Около 1088/1090 г. Мария била сгодена за малолетния Григорий Гавра, сина на севаста и трапезундски дука Теодор Гавра. Обаче около 1092 г., след смъртта на първата му съпруга, Теодор Гавра се оженил повторно за аланка, която била братовчедка на Ирина Аланска, а така възникнала канонична пречка пред планирания брак между сина му и Мария. Поради това годежът на двете деца бил анулиран. След това около 1094 император Алексий I опитал да сгоди Григорий за дъщеря си Мария.

## Цитирана литература
- Гръцки извори за българската история, Т. VIII. София: БАН, 1972, http://www.promacedonia.org/gibi/8/index.html
- ((el)) Varzos, Konstantinos (1984). Η Γενεαλογία των Κομνηνών, A. Thessaloniki: Centre for Byzantine Studies, University of Thessaloniki, OCLC 834784634, архив на оригинала от 11 април 2019, https://web.archive.org/web/20190401112856/https://www.kbe.auth.gr/sites/default/files/bkm20a1.pdf